# Sam i Cat
Sam i Cat (ang. Sam & Cat, 2013–2014) – amerykański serial komediowy Nickelodeon, stworzony przez Dana Schneidera. Wyprodukowany przez Schneider’s Bakery i Nickelodeon Productions. 
Stanowił spin-off seriali iCarly i Victoria znaczy zwycięstwo. Grały w nim Jennette McCurdy (iCarly) oraz Ariana Grande (Victoria znaczy zwycięstwo).
Światowa premiera serialu miała miejsce 8 czerwca 2013 roku na amerykańskim Nickelodeon. W Polsce serial zadebiutował 28 września 2013 roku na kanale Nickelodeon Polska.
Serial dostępny jest również na platformie VOD Netflix.

## Fabuła
Niebezpieczna Sam Puckett (Jennette McCurdy) i szalona Cat Valentine (Ariana Grande) znów spotykają się, tym razem w Venice w Los Angeles. Zamieszkują razem i aby móc opłacić mieszkanie, dziewczyny podejmują pracę opiekunek do dzieci.

## Bohaterowie

### Główni
- Samantha „Sam” Puckett (Jennette McCurdy) – najlepsza przyjaciółka Cat, która jest sarkastyczna i nie ma samokontroli. Ma siostrę bliźniaczkę o imieniu Melanie będącą przeciwieństwem Sam. Była w poprawczaku i jeździ na motorze. Uwielbia jedzenie. Często się leni. Mieszka z Cat w apartamencie babci Cat. Ma blond włosy. Z odcinka „Dzień Yey” (ang. YeyDay) wynika, że nie przepada za „Bunią”, lecz w innym odcinku woli ją od Cat. Podobnie jak to było pokazane w iCarly, uwielbia mięso.
- Caterina „Cat” Hannah Valentine (Ariana Grande) – najlepsza przyjaciółka Sam. Uwielbia słodycze i ma czerwone włosy. Praktycznie wszystkiego się boi i jest niezwykle grzeczna. Jest infantylna. Mieszka z Sam w apartamencie jej babci Nony. Nazywa swoją babcię „Bunią”. Mdleje kiedy się czegoś boi.
- Diceneo „Dice” James Corleone (Cameron Ocasio) – sąsiad Sam i Cat. Zawsze wie co się dzieje w mieście i pomaga dziewczynom w rozkręceniu biznesu. Jest trenerem Goomera. Daje dziewczynom różne rzeczy. Traktuje Goomera jak brata. Był modelem fryzjerskim w odcinku „Niania dla Goomera” (ang. GoomerStiling). Ma loki, często chodzi w kapeluszu. Czasami martwi się o Goomera, gdyż jest to jego najlepszy przyjaciel.
- Nona „Bunia” (Maree Cheatham) – zwariowana babcia Cat. Jest zawsze pogodna i pomocna. Uwielbia towarzystwo Cat. Mieszka w domu seniora. W odcinku „Oskar pechowiec” (ang. „OscarTheOuch”) wstydziła się, że Sam i Cat przyniosły jej poduszki pod pupę.
- Geau „Goomer” Merr (Zoran Korach) – 27-letni bokser, którego trenerem jest Dice. Jest też przyjacielem Sam i Cat. Nie jest za bystry, ale ma dobre serce. Jego pełne imię i nazwisko zostały pokazane w odcinku „Mama Goomera” (ang.”#MommaGoomer”.) Traktuje Dice’a jak brata. Jest zawodnikiem Mieszanych Sztuk Walki (skrótowo MMA).

### Drugoplanowi
- John Zakappa (Devan Long) – pokonany mistrz, którego pokonał w walce Goomer w odcinku „#GoomerSitting”. Ma przyjaciela obcokrajowca, Hectora. Jest antagonistą serii.
- Tandy – robot-mężczyzna, który jest kelnerem w Bots.
- Bungle – robot-kobieta, która jest kelnerką w Bots.
- Gwen i Ruby (Sophia Grace i Rosie) – dwie małe dziewczynki, którymi opiekowały się Sam i Cat w odcinku „#TheBritBrats”. Wydaje się, że to dwie słodkie brytyjskie siostry, a naprawdę to dwie oszustki, które sprzedały Dice’owi Pear Phone’y 6 za 500 dolarów, a potem Bibble Cat. Przegrały pieniądze w bingo. Gwen jest nieco mądrzejsza od Ruby.
- Herb (Ronnie Clark) – sąsiad Sam i Cat. Choć wygląda jak bezdomny, w odcinku „#Yay Day” mówi, że ma willę i kupił łódź, ale w tym samym odcinku zabiera z chodnika starą, brudną, poplamioną, poduszkę, a w „#MadAboutShoe” zabiera but, który Cat wyrzuciła. Ciągle mówi: „Świetnie mi się powodzi!”.
- Chloe i Max (Emily Skinner) i (Griffin Kane) – dzieci, którymi często opiekują się Sam i Cat. Ich mama to Melinda. Mają młodszego brata Darby’ego.

### Epizodyczni
- Ethan i Bob (Tyler Michael Brown) i (Rashaan Smith) – mali chłopcy, którymi opiekowały się Sam i Cat w odcinku „#FavouriteShow”. Ethan zadaje mnóstwo pytań, a Bob tuli się do praktycznie wszystkiego.
- Melinda (Christina Hogue) – mama Chloe, Maxa i Darby’ego.
- Mrs. Merr (Indrina Wilson) – to dość surowa kobieta i jednocześnie matka swojego adoptowanego syna Goomera.
- Oscar (Jousha Carlon) – mały chłopiec z wiecznym pechem, którym opiekowały się Sam i Cat w odcinku „#OscarTheOuch” (i pomogli im Goomer i Dice). Jest bardzo kulturalny.

## Miejsca
- Bots – restauracja, gdzie kelnerami są roboty, takie jak np. Tandy i Bungle. W czasie serialu pokazanych zostało parę stolików (większość odcinków) i schody (odc. „#GoomerSitting”). Restauracja została otwarta w odcinku „#BabysitterWar”. Sam, Cat i Dice byli w restauracji w dzień otwarcia, ale Goomer dopiero w odcinku „#GoomerSitting” i w tym samym odcinku bał się robotów, które tam pracują.
- Punchy’s – siłownia, w której trenuje Goomer. Sam, Cat i Dice często w niej przebywają. Jest tam ławka i automat z gumami na widoku, ale możliwe, że jest też inny automat w głębi pomieszczenia. Ma też mnóstwo mat i worków treningowych.
- Apartament 22 – dom, w którym mieszkają Sam i Cat, a ich sąsiadem jest Dice. Pokazany został pokój Sam i Cat, łazienka, salon, taras i kuchnia.
- Stare Akry – dom starców, w którym zamieszkała Bunia.

## Wersja polska
Wersja polska: na zlecenie Nickelodeon Polska – Master Film

Reżyseria: Dariusz Dunowski

Dialogi: Antonina Kasprzak

Dźwięk i montaż: Aneta Michalczyk-Falana

Kierownictwo produkcji:
- Romuald Cieślak
- Agnieszka Kołodziejczyk

Nadzór merytoryczny: Katarzyna Dryńska

Wystąpili:
- Aleksandra Traczyńska –
  - Sam Puckett,
  - Melanie (odc. 16)
- Hanna Konarowska – Cat Valentine
- Maciek Falana – Dice

W pozostałych rolach:
- Norbert Kaczorowski – Goomer
- Joanna Jędryka – Babcia Cat
- Jan Rotowski – chłopiec #1 (odc. 1)
- Beniamin Lewandowski – chłopiec #2 (odc. 1)
- Franciszek Dziduch –
  - Dilben (odc. 3),
  - Jarvis (odc. 5)
- Martyna Sommer – Gwen (odc. 4, 9)
- Julia Siechowicz –
  - Chloe (odc. 1),
  - Ruby (odc. 4, 9),
  - Daisy (odc. 5),
  - Kelly Bomb (odc. 32)
- Marcin Perchuć –
  - John Zakappa / „Łupacz Czach” (odc. 6),
  - Sikowitz (odc. 11)
- Tomasz Błasiak – John Zakappa / „Łupacz Czach” (odc. 10)
- Katarzyna Kozak – mama Goomera (odc. 11)
- Angelika Kurowska – Alexa Bickley (odc. 12)
- Katarzyna Tatarak – pani Bickley (odc. 12)
- Michał Piela – Jasper (odc. 12)
- Piotr Warszawski – pan Brench (odc. 14)
- Jakub Jankiewicz –
  - Oscar (odc. 15),
  - Lucas (odc. 22),
  - Bobby (odc. 33)
- Jakub Zdrójkowski – Alexander (odc. 19)
- Zbigniew Konopka – Gubernator New Jersey (odc. 22)
- Maria Niklińska – Jade West (odc. 24/25)
- Mateusz Narloch – Freddie Benson (odc. 24/25)
- Agnieszka Kunikowska – Marissa Benson (odc. 24/25)
- Józef Pawłowski – Robbie Shapiro (odc. 24/25)
- Miłogost Reczek –
  - rybak (odc. 24/25),
  - zarządca budynku (odc. 36)
- Stefan Każuro – Tandy
- Mateusz Lewandowski – Michael Eric Reid (odc. 28)
- Krzysztof Królak – Josh Nichols (odc. 28)
- Krzysztof Szczerbiński – Matyoo (odc. 29)
- Tomasz Borkowski – Vance Anderson (odc. 30)
- Zbigniew Kozłowski – Sherman (odc. 31)
- Barbara Zielińska – Coco Wexler (odc. 32)
- Grzegorz Kwiecień –
  - strażnik (odc. 32),
  - Gibby (odc. 33)
- Adrian Perdjon –
  - Spencer Shay (odc. 28),
  - „Szalony” Steve (odc. 33)
- Monika Pikuła – Nora (odc. 33)
- Grzegorz Pawlak – Dr Slarm (odc. 33)
- Bartosz Wesołowski – Nevel (odc. 33)
- Paulina Holtz – Rita Rooney (odc. 34)
- Przemysław Wyszyński – Del Deville (odc. 35)
- Maria Pawłowska – Valerie (odc. 35)
- Jeremi Czyż – Slater (odc. 36)
- Jan Piotrowski – Jett Zander (odc. 36)
- Klaudiusz Kaufmann – Yonce (odc. 36)
- Krzysztof Zakrzewski
- Wojciech Słupiński
- Andrzej Gawroński
- Kinga Tabor-Szymaniak
- Tomasz Jarosz
- Miłogost Reczek
- Mateusz Ceran
- Włodzimierz Press
- Michał Pakuła
- Agnieszka Płoszajska
- Przemysław Predygier
- Mateusz Weber
- Piotr Piksa
- Maria Czykwin
- Robert Kibalski
- Małgorzata Klara
- Maciej Radel
- Jakub Wieczorek
- Katarzyna Skolimowska
- Mirosława Krajewska
- Elżbieta Gaertner
- Maciej Wojdyła
- Dagna Dywicka
- Maja Kwiatkowska
- Tomasz Brzostek
- Paulina Komenda
- Julia Trembecka
- Katarzyna Godlewska
- Olaf Marchwicki
- Michał Mikołajczak
- Bruno Skalski
- Rafał Walentowicz
- Krzysztof Cybiński
- Tadeusz Sokołowski
- Karolina Michalik
- Joanna Pach-Żbikowska
- Michał Malinowski
- Monika Krzywkowska
- Małgorzata Rożniatowska
- Jacek Bursztynowicz
- Weronika Nockowska
- Karol Pocheć
- Cezary Kwieciński
- Jan Cięciara
- Wojciech Michalak
- Kamil Przystał
- Igor Obłoza
- Rafał Zawierucha
- Robert Olech
- Marta Dobecka
- Marta Chyczewska
- Marek Bocianiak
- Ilona Kuśmierska
- Agata Gawrońska-Bauman
- Paweł Szczesny
- Marcin Troński
- Karol Jankiewicz
- Martyna Kowalik
- Agnieszka Fajlhauer

Lektor:
- Paweł Bukrewicz (czołówka i tytuły odcinków),
- Mateusz Weber (napisy ekranowe w odc. 33)

## Spis odcinków
| Seria | Odcinki   | Premiera serii | Finał serii   | Premiera serii   | Finał serii      |
| ----- | --------- | -------------- | ------------- | ---------------- | ---------------- |
| 1     | 1–35 (35) | 8 czerwca 2013 | 17 lipca 2014 | 28 września 2013 | 8 listopada 2014 |

## Produkcja
13 lipca 2014 roku, amerykański Nickelodeon ogłosił, że serial zakończy się na 35 odcinkach (początkowo pierwsza seria miała liczyć ich 40).
Ostatni odcinek został wyemitowany 17 lipca 2014 roku przed transmisją 1. gali Kids’ Choice Sports Awards. Powstał odcinek specjalny pt. To się wytnie, w którym ukazane są ścinki i wpadki z serialu.

## Kontrowersje
W trakcie emisji serialu, w marcu 2014 roku Internet obiegły pozowane zdjęcia w samej bieliźnie jednej z głównych aktorek serialu - Jennette McCurdy, co spotkało się z krytyką w sieci. Miesiąc później, nie zjawiła się ona podczas gali Nickelodeon Kids’ Choice Awards, co umotywowała niesprawiedliwym traktowaniem jej przez władze Nickelodeona.
W wydanej w 2022 roku książce autobiograficznej pt. Cieszę się, że moja mama umarła (I'm Glad My Mom Died) aktorka Jennette McCurdy wspomniała, że serial został skasowany z powodu oskarżeń o molestowanie seksualne, którego miała dopuszczać się osoba zajmująca się jego produkcją. Ponadto szefostwo zaproponowało aktorce 300 tys. dolarów za podpisanie klauzuli, która zabroniłaby jej opisywać, do jakich sytuacji dochodziło na planie, których nie przyjęła.